# ChannelEngine
ChannelEngine és un proveïdor global de serveis d'integració de comerç electrònic de mercat amb seu a Leiden, Països Baixos.
L'empresa treballa amb més de 8.000 marques com Bugaboo, Staples, JBL, Polaroid, Hunkemöller, Brabantia, Reckitt Benckiser, Bosch, JDE, Electrolux, Philips Domestic Appliances, Signify, Diadora, Glanbia, O'Neill, etc.

## Història
ChannelEngine va ser fundada el 2013 a Leiden, Països Baixos, per Jorrit Steinz.
El 2020, ChannelEngine va guanyar el tercer lloc als premis anuals Emerce Top 10 Startups europees.
ChannelEngine va ser guardonat amb el primer lloc en tecnologia minorista al 18th Technology Fast50 Award 2021 Challenge Award de Deloitte.
El 18 de novembre de 2021, ChannelEngine va anunciar una nova associació estratègica amb la gestió de l'experiència del producte (PXM) Akeneo.

## Productes i serveis
ChannelEngine ofereix l'opció de revaloritzar els productes en diversos mercats en funció dels preus de la competència. Té tres possibilitats per orientar-se al canvi de preus: orientar-se al competidor més baix, objectiu de la caixa de compra o reduir les tarifes objectiu.
També permet traduir la informació d'origen mitjançant serveis externs de traducció automàtica com ara Google Cloud Translate i Deepl.

## Inversions
El novembre de 2018, ChannelEngine va rebre 1,26 milions de dòlars durant una ronda inicial.
El gener de 2021, la companyia va tancar la sèrie A d'inversions de 6,04 milions de dòlars d'Inkef, amb la participació de l'inversor existent Airbridge Equity Partners.
El març de 2022, la companyia va recaptar 50 milions de dòlars durant la ronda de finançament de la sèrie B dels nous inversors General Catalyst i Atomico, a més dels anteriors patrocinadors Inkef i Airbridge Equity Partners, juntament amb Stephan Schambach.